# Rugby Europe Championship 2017
Rugby Europe Championship – pierwszy poziom rozgrywek w ramach inauguracyjnego sezonu Rugby Europe International Championships (wcześniej pod nazwą Puchar Narodów Europy). Do rywalizacji na tym szczeblu przystąpiło pięć zespołów z dawnej dywizji 1A oraz Belgia, która awansowała z dywizji 1B.
Przewidziano, że najlepsza na przestrzeni dwóch sezonów drużyna Rugby Europe Championship (2017 i 2018; lub druga w łącznej tabeli, gdy zawody wygra reprezentacja Gruzji) weźmie udział w dalszym procesie kwalifikacji do finałów Pucharu Świata w Rugby 2019.

## Tabela
|    | Drużyna   | Mecze | Wygrane | Remisy | Przegrane | Bilans punktów | Różnica | Punkty dodatkowe | Punkty |
| -- | --------- | ----- | ------- | ------ | --------- | -------------- | ------- | ---------------- | ------ |
| 1. | Rumunia   | 5     | 4       | 0      | 1         | 122:78         | +44     | 3                | 19     |
| 2. | Gruzja    | 5     | 4       | 0      | 1         | 136:44         | +92     | 3                | 19     |
| 3. | Hiszpania | 5     | 3       | 0      | 2         | 91:54          | +37     | 1                | 13     |
| 4. | Rosja     | 5     | 2       | 0      | 3         | 107:117        | −10     | 1                | 9      |
| 5. | Niemcy    | 5     | 2       | 0      | 3         | 121:201        | −80     | 0                | 8      |
| 6. | Belgia    | 5     | 0       | 0      | 5         | 70:153         | −83     | 2                | 2      |

## Spotkania
| 11 lutego 201713:15 CET (UTC+1) | Niemcy                                                                                    | 41:38(20:24) | Rumunia                                                          | Sparda-Bank-Hessen-Stadion, Offenbach am Main Widzów: 3000 Sędzia: Maxime Chalon |
| 11 lutego 201713:15 CET (UTC+1) | Parkinson 16 (5pd dg K), Barber 10 (2P), Coetzee 5 (P), Otto 5 (P), karne przyłożenie – 5 | 41:38(20:24) | Vlaicu 13 (5pd K), Dumitru 10 (2P), Ursache 10 (2P), Umaga 5 (P) | Sparda-Bank-Hessen-Stadion, Offenbach am Main Widzów: 3000 Sędzia: Maxime Chalon |
| 11 lutego 201713:15 CET (UTC+1) | Rose                                                                                      | 41:38(20:24) |                                                                  | Sparda-Bank-Hessen-Stadion, Offenbach am Main Widzów: 3000 Sędzia: Maxime Chalon |

| 11 lutego 201715:00 CET (UTC+1) | Belgia             | 6:31(0:17) | Gruzja | Stadion Króla Baudouina I (A2), Bruksela Widzów: 4000 Sędzia: Ben Whitehouse |
| 11 lutego 201715:00 CET (UTC+1) | K. Williams 6 (2K) | 6:31(0:17) | Kwirikaszwili 9 (3pd K), Gorgadze 5 (P), Koszadze 5 (P), Tchilaiszwili 5 (P), Malaguradze 2 (pd), karne przyłożenie – 5 | Stadion Króla Baudouina I (A2), Bruksela Widzów: 4000 Sędzia: Ben Whitehouse |
| 11 lutego 201715:00 CET (UTC+1) | De Backer          | 6:31(0:17) | Kwirikaszwili | Stadion Króla Baudouina I (A2), Bruksela Widzów: 4000 Sędzia: Ben Whitehouse |

| 12 lutego 201713:00 CET (UTC+1) | Hiszpania                         | 16:6(13:6) | Rosja             | Estadio Nacional Complutense, Madryt Widzów: 8000 Sędzia: Dudley Phillips |
| 12 lutego 201713:00 CET (UTC+1) | Linklater 11 (pd 3K), Bélie 5 (P) | 16:6(13:6) | Kusznariow 6 (2K) | Estadio Nacional Complutense, Madryt Widzów: 8000 Sędzia: Dudley Phillips |
| 12 lutego 201713:00 CET (UTC+1) | Rudoj                             | 16:6(13:6) |                   | Estadio Nacional Complutense, Madryt Widzów: 8000 Sędzia: Dudley Phillips |

| 18 lutego 201713:00 EET (UTC+2) | Rumunia             | 13:3(10:3) | Hiszpania       | Stadion im. Emila Alexandrescu, Jassy Sędzia: Elia Rizzo |
| 18 lutego 201713:00 EET (UTC+2) | Vlaicu 13 (P pd 2K) | 13:3(10:3) | Linklater 3 (K) | Stadion im. Emila Alexandrescu, Jassy Sędzia: Elia Rizzo |

| 18 lutego 201715:00 CET (UTC+1) | Belgia                                             | 18:25(8:12) | Rosja                                                                | Stadion Króla Baudouina I (A2), Bruksela Widzów: 2500 Sędzia: Salem Attalah |
| 18 lutego 201715:00 CET (UTC+1) | A. Williams 8 (pd 2K), Demolder 5 (P), Muric 5 (P) | 18:25(8:12) | Kusznariow 10 (2pd 2K), Garbuzow 5 (P), Griesiew 5 (P), Jełgin 5 (P) | Stadion Króla Baudouina I (A2), Bruksela Widzów: 2500 Sędzia: Salem Attalah |

| 19 lutego 201715:00 UTC+4 | Gruzja | 50:6(21:6) | Niemcy           | Rustavi Arena, Rustawi Widzów: 3300 Sędzia: Maxime Burlet |
| 19 lutego 201715:00 UTC+4 | Koszadze 12 (2P pd), Gorgadze 10 (2P), Tchilaiszwili 10 (2P), Kwirikaszwili 8 (4pd), Pruidze 5 (P), Szarikadze 5 (P) | 50:6(21:6) | Parkinson 6 (2K) | Rustavi Arena, Rustawi Widzów: 3300 Sędzia: Maxime Burlet |
| 19 lutego 201715:00 UTC+4 | Mataradze | 50:6(21:6) |                  | Rustavi Arena, Rustawi Widzów: 3300 Sędzia: Maxime Burlet |

| 4 marca 201713:00 MSK (UTC+3) | Rosja                              | 10:30(3:14) | Rumunia                                                                                    | Stadion Centralny, Soczi Widzów: 2000 Sędzia: Sean Gallagher |
| 4 marca 201713:00 MSK (UTC+3) | Kusznariow 5 (pd K), Morozow 5 (P) | 10:30(3:14) | Calafeteanu 6 (2K), Badiu 5 (P), Lemnaru 5 (P), Popârlan 5 (P), Rose 5 (P), Vlaicu 4 (2pd) | Stadion Centralny, Soczi Widzów: 2000 Sędzia: Sean Gallagher |
| 4 marca 201713:00 MSK (UTC+3) | Rose                               | 10:30(3:14) |                                                                                            | Stadion Centralny, Soczi Widzów: 2000 Sędzia: Sean Gallagher |

| 4 marca 201716:00 CET (UTC+1) | Hiszpania                        | 10:20(10:3) | Gruzja                                                            | Estadio Municipal, Medina del Campo Widzów: 7000 Sędzia: Craig Evans |
| 4 marca 201716:00 CET (UTC+1) | Gavidi 5 (P), Linklater 5 (pd K) | 10:20(10:3) | Kwirikaszwili 10 (2pd 2K), Matiaszwili 5 (P), Tchilaiszwili 5 (P) | Estadio Municipal, Medina del Campo Widzów: 7000 Sędzia: Craig Evans |
| 4 marca 201716:00 CET (UTC+1) | Zabala                           | 10:20(10:3) |                                                                   | Estadio Municipal, Medina del Campo Widzów: 7000 Sędzia: Craig Evans |

| 4 marca 201716:15 CET (UTC+1) | Niemcy                                                                      | 34:29(20:6) | Belgia                                              | Sparda-Bank-Hessen-Stadion, Offenbach am Main Sędzia: Iñigo Atorrasagasti |
| 4 marca 201716:15 CET (UTC+1) | Parkinson 14 (4pd 2K), Armstrong 5 (P), Els 5 (P), Murphy 5 (P), Otto 5 (P) | 34:29(20:6) | A. Williams 19 (P pd 4K), Muric 5 (P), Pearce 5 (P) | Sparda-Bank-Hessen-Stadion, Offenbach am Main Sędzia: Iñigo Atorrasagasti |
| 4 marca 201716:15 CET (UTC+1) | Parkinson                                                                   | 34:29(20:6) |                                                     | Sparda-Bank-Hessen-Stadion, Offenbach am Main Sędzia: Iñigo Atorrasagasti |

| 11 marca 201715:00 CET (UTC+1) | Belgia                                                | 17:33(0:14) | Rumunia                                                       | Stadion Króla Baudouina I (A2), Bruksela Widzów: 3000 Sędzia: Claudio Blessano |
| 11 marca 201715:00 CET (UTC+1) | A. Williams 7 (2pd K), De Clerq 5 (P), Reynaert 5 (P) | 17:33(0:14) | Vlaicu 13 (P 4pd), Cobden 10 (2P), Gordaș 5 (P), Lucaci 5 (P) | Stadion Króla Baudouina I (A2), Bruksela Widzów: 3000 Sędzia: Claudio Blessano |

| 11 marca 201714:00 CET (UTC+1) | Niemcy                                      | 15:32(3:29) | Hiszpania                                                            | Sportpark Höhenberg, Kolonia Widzów: 4500 Sędzia: Lloyd Linton |
| 11 marca 201714:00 CET (UTC+1) | Marks 5 (P), Otto 5 (P), Parkinson 5 (pd K) | 15:32(3:29) | Linklater 17 (P 3pd 2K), Casteglioni 5 (P), Jorba 5 (P), Rouet 5 (P) | Sportpark Höhenberg, Kolonia Widzów: 4500 Sędzia: Lloyd Linton |
| 11 marca 201714:00 CET (UTC+1) | Coetzee                                     | 15:32(3:29) | Pinto                                                                | Sportpark Höhenberg, Kolonia Widzów: 4500 Sędzia: Lloyd Linton |

| 12 marca 201715:00 UTC+4 | Gruzja                                                                     | 28:14(14:0) | Rosja                                            | Stadion im. Borisa Paiczadze, Tbilisi Widzów: 52 000 Sędzia: Ian Tempest |
| 12 marca 201715:00 UTC+4 | Lobżanidze 10 (2P), Kwirikaszwili 8 (4pd), Kaczarawa 5 (P), Koszadze 5 (P) | 28:14(14:0) | Fiedotko 5 (P), Gajsin 5 (P), Kusznariow 4 (2pd) | Stadion im. Borisa Paiczadze, Tbilisi Widzów: 52 000 Sędzia: Ian Tempest |
| 12 marca 201715:00 UTC+4 | Morozow                                                                    | 28:14(14:0) |                                                  | Stadion im. Borisa Paiczadze, Tbilisi Widzów: 52 000 Sędzia: Ian Tempest |

| 18 marca 201713:00 CET (UTC+1) | Hiszpania                                                           | 30:0(20:0) | Belgia  | Estadio Nacional Complutense, Madryt Widzów: 7800 Sędzia: Vlad Iordăchescu |
| 18 marca 201713:00 CET (UTC+1) | Linklater 15 (3pd 3K), Gavidi 5 (P), Perrin 5 (P), Villanueva 5 (P) | 30:0(20:0) |         | Estadio Nacional Complutense, Madryt Widzów: 7800 Sędzia: Vlad Iordăchescu |
| 18 marca 201713:00 CET (UTC+1) | Álvarez · Perrin · Moreno                                           | 30:0(20:0) | Dowsett | Estadio Nacional Complutense, Madryt Widzów: 7800 Sędzia: Vlad Iordăchescu |

| 18 marca 201714:00 MSK (UTC+3) | Rosja | 52:25(12:7) | Niemcy                                                     | Stadion Centralny, Soczi Widzów: 2500 Sędzia: Cédric Marchat |
| 18 marca 201714:00 MSK (UTC+3) | Gierasimow 10 (2P), Kusznariow 10 (5pd), Gajsin 7 (P pd), Artiemiew 5 (P), Jełgin 5 (P), Krotow 5 (P), Michalcow 5 (P), Simplikiewicz 5 (P) | 52:25(12:7) | Mathurin 10 (2P), Hilsenbeck 8 (pd 2K), Parkinson 7 (P pd) | Stadion Centralny, Soczi Widzów: 2500 Sędzia: Cédric Marchat |
| 18 marca 201714:00 MSK (UTC+3) | Butenko · Kusznariow | 52:25(12:7) |                                                            | Stadion Centralny, Soczi Widzów: 2500 Sędzia: Cédric Marchat |

| 19 marca 201715:00 EET (UTC+2) | Rumunia                   | 8:7(5:7) | Gruzja                                 | Stadionul Arcul de Triumf, Bukareszt Sędzia: Ian Davies |
| 19 marca 201715:00 EET (UTC+2) | Fercu 5 (P), Vlaicu 3 (K) | 8:7(5:7) | Szarikadze 5 (P), Kwirikaszwili 2 (pd) | Stadionul Arcul de Triumf, Bukareszt Sędzia: Ian Davies |